# Гагар'є (Варгашинський район)
Гага́р'є (рос. Гагарье) — присілок у складі Варгашинського району Курганської області, Росія. Входить до складу Південної сільської ради.
Населення — 36 осіб (2010, 47 у 2002).